# プロパティマネジメント
プロパティマネジメント（Property Management、略称：PM）とは、主に不動産に関する資産管理を行う業務のことである。狭義のプロパティ・マネジメントは、投資用不動産の所有者あるいは所有者の資産管理代行業者であるアセットマネジメント（AM）会社から受託して行う管理業務のことである。
具体的な業務としては、建物の物理的な維持・管理業務、不動産を賃借するテナントの誘致、交渉、賃貸借業務の代行、賃料・共益費などの請求・回収、トラブル時の対応などがある。また投資用不動産の場合は、定期的にプロパティマネジメント・レポート（PMレポート）を作成し、所有者およびAM会社に対して報告する義務がある。